# Хварасан
Хварасан био је један од четири куста (погранични региони) Сасанидског царства, формираних за време владавине краља Хозроја I (в. 531–579). Хварасану је командовао спахбед из једног од седам партхских кланова. Именовани спахбед куст-а добио би титулу аспбед.
Назив Хварасан је комбинација хвар (што значи „сунце“) и асан (од ајан, што дословно значи „доћи“ или „долазити“ или „ускоро доћи“).